# Berny Boxem-Lenferink
Bernardina Maria (Berny) Boxem-Lenferink (Albergen, 12 mei 1948 – Mijdrecht, 12 april 2023) was een Nederlandse atlete. Zij was in de jaren zestig en zeventig van de 20e eeuw actief op de middellange afstanden en het veldlopen. In deze laatste discipline boekte zij nationaal haar grootste successen door tweemaal Nederlands kampioene te worden. Zij nam eenmaal deel aan de Olympische Spelen, bij welke gelegenheid zij de finale bereikte.

## Biografie

### Eerste jaren
Berny Lenferink, afkomstig uit een gezin van negen kinderen, kwam voor het eerst op de Mulo in aanraking met de atletieksport, omdat zij tijdens schoolwedstrijden uitkwam op het discuswerpen, een atletiekonderdeel dat niemand anders beheerste.
Op haar veertiende meldde Lenferink zich aan bij de atletiekvereniging AV Tubbergen, waar haar oudere zus Ans reeds enige tijd actief was. Vijf jaar later, in 1967, stapte zij over naar AC Memphis, dat in 1968 samen ging met AC Enschede en sindsdien AC Fortis heette. Zij kwam er onder de hoede van Ronald Spierenburg, die haar talent voor de middellange afstanden ontwikkelde. Nog in datzelfde jaar nam zij voor de eerste keer deel aan de Nederlandse kampioenschappen op de 800 m. In deze wedstrijd, waarin haar zuster Ans een bronzen medaille veroverde in 2.11,3, strandde Berny met 2.16,2 in de series met, naar later zou blijken, een gebroken middenvoetsbeentje.

### Bijna gestopt
Die breuk zou haar lang parten blijven spelen. Het genezingsproces doorkruiste vrijwel het hele wedstrijdjaar 1968 en toen Berny Lenferink in 1969 een goede seizoenstart leek te maken met een 800 m in 2.10,8, sloeg het noodlot opnieuw toe en brak haar middenvoetsbeentje andermaal. Het kostte haar het tweede wedstrijdseizoen op rij en als zij niet aan het eind van dat jaar nog kans had gezien om een PR-prestatie van 2.09,5 neer te zetten, op grond waarvan zij prompt door de KNAU werd uitgenodigd om deel te nemen aan de centrale trainingen, was zij vermoedelijk gestopt.

### De weg omhoog met goede prestaties
Vanaf 1970 ging het met de atletiekloopbaan van Berny Lenferink echter crescendo. Ze werd tweede op de NK veldlopen achter Anneke de Lange en wist enkele weken later bij de Cross des Nations in het Franse Vichy, voorloper van de tegenwoordige wereldkampioenschappen veldlopen, in het spoor te blijven van Ilja Keizer-Laman (derde in 10.43) en Anneloes Bosman (vierde in 10.54) door als vijfde te finishen in 11.02. Mede hierdoor werden de Nederlandse vrouwen voor het eerst in de geschiedenis eerste in het landenklassement.
Terug op de baan verbeterde zij later dat jaar op de 800 m tijdens de Gouden Spike eerst haar PR tot 2.09,1, om vervolgens op de Nederlandse kampioenschappen in Haarlem voor de eerste maal door te dringen tot de finale, waarin zij vijfde werd in 2.10,1. Na nog enkele goede wedstrijden stonden aan het eind van 1970 haar PR’s op 2.08,3 (800 m) en 4.21,3 (1500 m). Bovendien had ze inmiddels een Nederlands record op haar naam bijgeschreven, want op 26 september was zij bij een invitatiewedstrijd in het Engelse Leicester op de 4 x 800 m estafette samen met Joke van der Stelt, Elly Ernest en Anneke de Lange tot een tijd van 8.38,2 gekomen, ruimschoots onder de limiet die de KNAU had gesteld om voor een record in aanmerking te komen.

### Nederlands kampioene
Terug in het metier waarop de inmiddels op 23 december 1970 met Leo Boxem in het huwelijk getreden Twentse atlete een jaar eerder haar naam had gevestigd, liet Berny Boxem-Lenferink aan het begin van 1971 direct zien, dat zij sindsdien goede vorderingen had gemaakt. Bij de Nederlandse veldloopkampioenschappen versloeg zij in de eindsprint Anneke de Lange, die haar een jaar eerder nog te sterk was gebleken en veroverde zij al doende haar eerste nationale titel. Vervolgens werd zij bij de Cross des Nations in het Spaanse San Sebastian tweede achter de Amerikaanse winnares Doris Brown, nadat zij in stormachtige omstandigheden tot aan het laatste rechte eind aan kop had gelegen. Aan de Twentse lag het dan ook niet, dat in het landenklassement Nederland dit keer slechts op de vierde plaats eindigde.

### EK in Helsinki gemist
Een nogal hardnekkige blessure was er vervolgens de oorzaak van dat Boxem-Lenferink, na eerst in mei in Warschau nog een goede 1500 m te hebben gelopen in 4.18,9, pas ten tijde van de NK in Drachten weer voldoende was hersteld. Haar vijfde plaats op de 1500 m, door Anneke de Lange gewonnen in 4.22,9, zal haar echter weinig voldoening hebben geschonken. De hoop die zij had gehad om zich nog te kunnen kwalificeren voor de Europese kampioenschappen in Helsinki, later dat seizoen, was in elk geval zo goed als vervlogen. Een allerlaatste poging om zich te plaatsen door deel te nemen aan de open Engelse kampioenschappen in Crystal Palace, liep op niets uit: in 4.26,7 eindigde zij kansloos als zesde in haar serie. Ook al stond zij met haar eerder gelopen 4.18,9 op dat moment op de zeventiende plaats van de Europese ranglijst, deelname in Helsinki zat er niet in.
Eind augustus, bij internationale wedstrijden in Sittard, haalde zij enigszins haar gram. Tijdens een Engelse mijl, waarin de Duitse Ellen Tittel (derde op de 1500 m tijdens de EK in Helsinki) erin slaagde om het wereldrecord van Maria Gommers van 4.36,8, gevestigd in 1969, te verbeteren tot 4.35,3, kwam Boxem tot 4.38,7 en dat was in feite nauwelijks twee seconden boven dat oude record.

### Uit het dal herrezen
De overgangsperiode van 1971 naar 1972 was vervolgens misschien wel de moeilijkste in het atletiekleven van Berny Boxem-Lenferink. De Twentse atlete raakte zowel lichamelijk als geestelijk in een maandenlange dip en zelfs had zij de hoop al opgegeven om ooit nog weer aan de slag te kunnen. Uiteindelijk vocht zij zichzelf toch terug door over te stappen naar de Hengelose atletiekvereniging Marathon '50 en zich in te schrijven voor de NK veldlopen van 1972 in Dwingeloo. Die luidden haar comeback in. In een sterke wedstrijd schudde zij successievelijk al haar concurrentes, inclusief Ilja Keizer-Laman en Joke van Gerven, van zich af en al doende prolongeerde zij haar titel van 1971.

### Met nationaal record naar München
Het bleek de opmaat voor een uitstekend seizoen, culminerend in deelname aan de Olympische Spelen in München. Ze moest overigens lang wachten, voordat haar olympische deelname was zeker gesteld. De kwalificatie-eis voor de 1500 m lag op 4.14,0 en die tijd had zij nog nooit gelopen, zij het dat haar prestatie op de mijl in Sittard uit 1971 alle aanleiding gaf om te veronderstellen, dat dit slechts een kwestie van tijd zou zijn. Berny Boxem kreeg het in de aanloop naar München echter onverwacht zwaar. Ze liep diverse goede races in binnen- en buitenland, verbeterde er tussendoor zelfs haar PR op de 800 m naar 2.04,9, maar bleef op de 1500 m steeds boven de kwalificatie-eis steken, al zat ze er verschillende malen met tijden in de 4.14 dicht bij. Ten slotte kwam eind juli, anderhalve week voor de NK, de bevrijding. Tijdens een wedstrijd op Papendal werd onder zeer gunstige omstandigheden en met Els Gommers als 'haas' een uitstekende 1500 m gehouden, die resulteerde in 4.10,5 voor Berny Boxem en 4.11,3 voor Ilja Keizer, waarmee beiden zich kwalificeerden voor München. Bovendien bleven ze met hun tijden alle twee onder het Nederlandse record van Maria Gommers, dat sinds 1969 op 4.11,9 stond.
Bevrijd van alle kwalificatiezorgen nam Berny Boxem op de Nederlandse kampioenschappen in Kerkrade vervolgens deel aan zowel de 800 als de 1500 m, met een zilveren en een bronzen medaille als resultaat.

### OS 1972
Direct voorafgaand aan de Spelen in München prijkte Berny Boxem met haar 4.10,5 op een gedeelde vierde plaats op de wereldranglijst, die werd aangevoerd door de Russin Ljoedmila Bragina, die inmiddels het wereldrecord op haar naam had staan met 4.06,9. Dat Boxem finalekansen werden toegedicht, was derhalve logisch. Die verwachting maakte ze waar. Nadat Ilja Keizer in de eerste serie reeds uitstekend uit de hoek was gekomen met een derde plaats in 4.08,0 (alweer een verbetering dus van het Nederlandse record), wist de Twentse in de tweede serie eveneens een derde plaats te bemachtigen in 4.13,8. Beide Nederlandse deelneemsters stoomden hiermee door naar de halve finales. Hierin wist Ilja Keizer zich als vierde in 4.08,3 rechtstreeks te plaatsen voor de finale. Berny Boxem moest het daarna onder meer opnemen tegen Ljoedmila Bragina, die eerder in de serie met Ilja Keizer inmiddels haar eigen wereldrecord had aangescherpt tot 4.06,5. En hoewel Boxem in haar halve finale slechts vijfde werd, was het in haar race zo hard gegaan met Bragina als winnares (ditmaal in 4.05,1, alweer een wereldrecord), gevolgd door de Oost-Duitse Karin Burneleit in 4.05,8, dat Berny Boxem met een PR-prestatie van 4.08,8 ondanks haar vijfde plaats, als tijdsnelste toch in de finale terechtkwam.

### Gedenkwaardig
Die olympische 1500-meterfinale in München werd een gedenkwaardige en door sommigen zelfs uitgeroepen tot een van de mooiste nummers, niet in de laatste plaats door Berny Boxem-Lenferinks aandeel hierin. De Twentse trok namelijk direct na de start in een "alles-of-niets poging" het initiatief naar zich toe en leidde het deelnemersveld door de eerste ronde in 62,5 seconden. Na 500 meter nam Ilja Keizer de leiding over, waarna de twee Nederlandse atletes enige tijd aan de kop van het veld liepen. Ten slotte moest in het tweede deel van de wedstrijd Berny Boxem de tol voor haar voortvarende opening betalen en zakte steeds verder weg, om uiteindelijk als negende te finishen in 4.13,1. Door haar inbreng werd het echter een weergaloze race, met aan het eind maar liefst vijf atletes onder het wereldrecord uit de halve finale, terwijl de als zesde finishende Ilja Keizer dit record nog altijd evenaarde en er ten minste één Nederlands record aan overhield. Winnares werd Ljoedmila Bragina, die voor de derde maal op rij haar eigen wereldrecord bijstelde tot dicht bij de twee minutengrens: 4.01,4. Na afloop bedankte de Russin Berny Boxem voor de hand-en-spandiensten die zij had geleverd met de opmerking, dat zij zonder haar hulp nooit tot die tijd van 4.01,4 was gekomen. Een schrale troost voor de Twentse, die later uitlegde dat het juist haar bedoeling was geweest om Bragina "kapot te lopen".

### Afscheid
De olympische finalerace in München was, naar later zou blijken, Berny Boxem-Lenferinks laatste grote wedstrijd. Aan het eind van het seizoen stelde zij vast, dat haar motivatie voor het bedrijven van topatletiek was verdwenen. Op 24-jarige leeftijd zette zij een punt achter haar atletiekcarrière.
Intussen is haar in München gelopen tijd van 4.08,8, later elektronisch omgezet in 4.08,81, 43 jaar later (peildatum april 2023) nog steeds goed voor een elfde plaats op de Nederlandse Top 10 Aller Tijdenlijst.

## Nederlandse kampioenschappen
| Onderdeel                 | Jaar       |
| ------------------------- | ---------- |
| veldlopen (lange afstand) | 1971, 1972 |

## Persoonlijke records
| Onderdeel   | Prestatie | Datum            | Plaats     |
| ----------- | --------- | ---------------- | ---------- |
| 800 m       | 2.04,9 s  | 3 juni 1972      | Bratislava |
| 1500 m      | 4.08,81 s | 7 september 1972 | München    |
| 1 Eng. mijl | 4.38,7 s  | 20 augustus 1971 | Sittard    |

## Palmares

### 800 m
- 1967: 4e in serie NK – 2.16,2
- 1970: 4e Gouden Spike - 2.09,1
- 1970: 5e NK – 2.10,1
- 1972:  NK – 2.06,7

### 1500 m
- 1971: 5e NK – 4.26,0
- 1971: 6e in serie Engelse AAA-kamp. – 4.26,7
- 1972:  Internat. wedstrijden te Warschau – 4.20,8
- 1972:  Internat. wedstrijden te Ostrava – 4.19,0
- 1972: 4e Interl. Engeland-DDR-Ned. – 4.14,2
- 1972:  Interl. Roemenië-Ned. – 4.16,1
- 1972: 5e Engelse AAA-kamp. – 4.18,0
- 1972:  Wedstrijden op Papendal – 4.10,3 (NR)
- 1972:  NK – 4.14,2
- 1972: 9e OS - 4.13,1 (in ½ fin. 4.08,81)

### 1 Eng. mijl
- 1971:  Internat. wedstrijden te Sittard – 4.38,7

### 4 x 800 m
- 1970:  Invitatiewedstrijd te Leicester – 8.38,2 (= NR)

### veldlopen
- 1968: 9e NK veldlopen te Helmond (2000 m) – 7.51,0
- 1970:  NK veldlopen te Harderwijk (3000 m) – 9.55
- 1970: 5e WK veldlopen (Cross des Nations, 3078 m) - 11.02 ( in het landenklassement)
- 1971:  NK veldlopen te Emmeloord (2600 m) – 10.05
- 1971:  WK veldlopen (Cross des Nations, 3141 m) – 11.21,2
- 1972:  NK veldlopen te Dwingeloo (2500 m) – 8.23